# Na Wspólnej
A Na Wspólnej egy lengyel televíziós sorozat. 2003 óta fut a TVN csatornán, mint főműsoridőben futó hétköznapi szappanopera. A történet a varsói Wspólna utcai lakótömb lakóinak életére alapul, az epizódok általában körülbelül 20 percig tartanak (reklámok nélkül). Az egykori magyar Barátok közt lengyel változata.
A sorozatot szinte teljes egészében Varsóban forgatták, és a Fremantle Media lengyel leányvállalata készítette. A Na Wspólnej a harmadik lengyel televíziós szappanopera, amelynek epizódjainak száma elérte a 3000-et.

## Történet

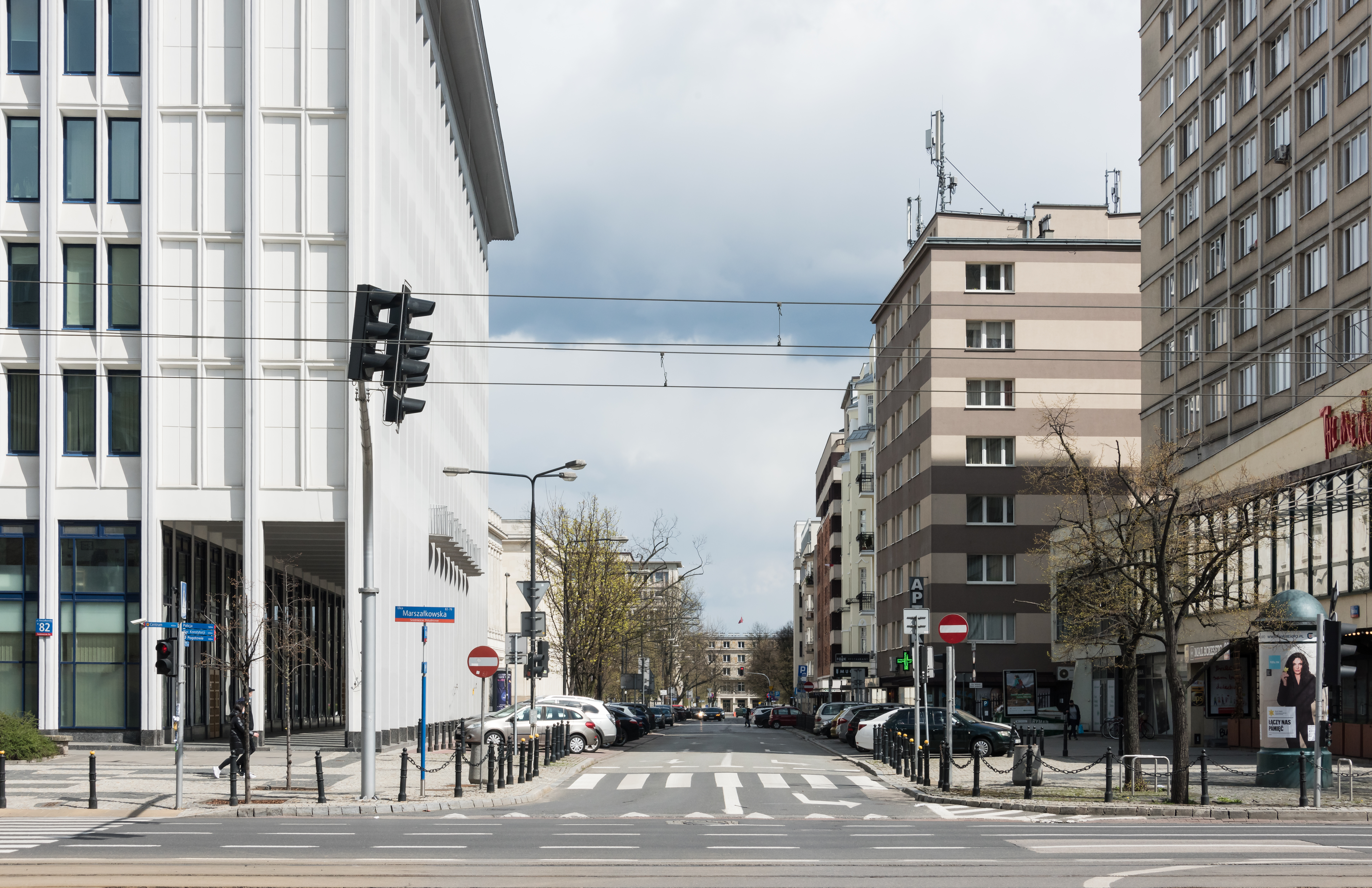
A Wspólna utca Varsóban

A cselekmény középpontjában - hasonlóan a sorozat alapjául szolgáló Barátok közthöz - egykori árvaházi növendékek sorsa követhető nyomon, akik felnőttként létrehoztak egy szövetkezetet, amely Varsóban, a Wspólna utca 17. szám alatt egy bérházat üzemeltet.

## Szereplők és karakterek[1]
| Színész                                      | Szereplő                 | Időszak                                            |
| Bożena Dykiel                                | Maria Zięba              | 2003–                                              |
| Mieczysław Hryniewicz                        | Włodzimierz Zięba        | 2003–                                              |
| Katarzyna Ptasińska                          | Beata Wójcik             | 2017–                                              |
| Grzegorz Kwiecień                            | Paweł Wójcik             | 2018–                                              |
| Julian Studziński                            | Gucio Wójcik             | 2022–                                              |
| Piotr Ligienza                               | Emil Larsson             | 2021–                                              |
| Marta Jankowska                              | Renata Kraszewska        | 2006–                                              |
| Mariusz Słupiński                            | Sławomir Dziedzic        | 2007–                                              |
| Maja Andrzejczuk (2008–2013)                 | Daria Dziedzic           | 2008–2013, 2017, 2020–                             |
| Patrycja Topajew (2017, 2020–)               | Daria Dziedzic           | 2008–2013, 2017, 2020–                             |
| Lilianna Jakubowska                          | Nina Raczka              | 2021–                                              |
| Nadia Elwatorska (2021–2022)                 | Zosia Raczka             | 2021–                                              |
| Julia Horyń (2022–)                          | Zosia Raczka             | 2021–                                              |
| Anna Guzik                                   | Żaneta Zięba – Szulc     | 2004, 2005–                                        |
| Wojciech Błach                               | Wojciech Szulc           | 2011–                                              |
| Zuzanna Kaszuba                              | Marysia Szulc            | 2006–                                              |
| Gustaw Marczak                               | Ludwik Szulc             | 2017–                                              |
| Sylwia Gliwa                                 | Monika Cieślik           | 2003–                                              |
| Waldemar Błaszczyk                           | Damian Cieślik           | 2010–                                              |
| Stanisław i Tomasz Karnowscy (2011–2013)     | Kajetan Cieślik          | 2011–                                              |
| Mikołaj Szostek (2013–)                      | Kajetan Cieślik          | 2011–                                              |
| Wojciech Brzeziński                          | Bogdan Berg              | 2012–                                              |
| Anna Cieślak                                 | Joanna Berg              | 2013–                                              |
| Wojciech Rotowski                            | Jarosław Berg            | 2012–                                              |
| Katarzyna Chorzępa                           | Eliza Berg               | 2014–                                              |
| Jan Leśniewski                               | Jarek „Junior” Zawada    | 2020–                                              |
| Pola Żak                                     | Hanusia                  | 2020–                                              |
| Julia Chatys                                 | Katarzyna Berg – Żbik    | 2012–                                              |
| Michał Mikołajczak                           | Dariusz Żbik             | 2016–                                              |
| Natan Czyżewski                              | Franciszek Berg          | 2012–                                              |
| Zoe Messy                                    | Michalina Berg           | 2016–                                              |
| Grażyna Wolszczak                            | Barbara Brzozowska       | 2003–                                              |
| Łukasz Konopka                               | Krzysztof Smolny         | 2011–                                              |
| Michał Tomala                                | Daniel Brzozowski        | 2003–                                              |
| Fryderyk Szczebel (2003–2007)                | Jakub Brzozowski         | 2003–                                              |
| Kacper Łukasiewicz (2008–)                   | Jakub Brzozowski         | 2003–                                              |
| Ignacy Knuth-Sznajder (2014–2015, 2018–2019) | Grzegorz Smolny          | 2014–2015, 2018–2019, 2023–                        |
| Jakub Tofil (2023–)                          | Grzegorz Smolny          | 2014–2015, 2018–2019, 2023–                        |
| Eryk Cichowicz                               | Przemysław Smolny        | 2014–2015, 2018–2022, 2023, 2024–                  |
| Robert Kudelski                              | Michał Brzozowski        | 2003–                                              |
| Lidia Sadowa                                 | Iga Przybysz             | 2018–                                              |
| Bartłomiej Kaszuba                           | Ignacy Brzozowski        | 2008–                                              |
| Artur Wesołowski (2023)                      | Nadia Brzozowska         | 2023–                                              |
| Marcelina Sałek (2024–)                      | Nadia Brzozowska         | 2023–                                              |
| Anna Korcz                                   | Izabela Brzozowska       | 2003–2022, 2023, 2024–                             |
| Adam Fidusiewicz                             | Maks Brzozowski          | 2003–2009, 2012–2021, 2023, 2024–                  |
| Anna Samusionek                              | Ilona Zdybicka           | 2009, 2012, 2013–2014, 2015–                       |
| Michał Szyszkowski (2015–2016)               | Wiktorek Brzozowski      | 2015–                                              |
| Kajetan Borowski (2016–2021)                 | Wiktorek Brzozowski      | 2015–                                              |
| Waldemar Obłoza                              | Roman Hoffer             | 2003–                                              |
| Aleksandra Konieczna                         | Honorata Leśniewska      | 2008–                                              |
| Kazimierz Mazur                              | Kamil Hoffer             | 2003–                                              |
| Anna Niedźwiecka (2013–2018)                 | Ula Hoffer               | 2013–                                              |
| Sherazade Wolff (2018–2021)                  | Ula Hoffer               | 2013–                                              |
| Julia Jurek (2022–)                          | Ula Hoffer               | 2013–                                              |
| Marsel Kanchavali (2023)                     | Ania Hoffer              | 2023–                                              |
| Kornelia Krynicka (2023–)                    | Ania Hoffer              | 2023–                                              |
| Joanna Jabłczyńska                           | Marta Leśniewska         | 2003–                                              |
| Krzysztof Wieszczek                          | Mikołaj Leśniewski       | 2009–                                              |
| Jakub Wojnarowicz (2008–2009)                | Ksawery Konarski         | 2008–                                              |
| Maciej Poppe (2009–2018)                     | Ksawery Konarski         | 2008–                                              |
| Adam Tomaszewski (2018–)                     | Ksawery Konarski         | 2008–                                              |
| Mateusz Górka (2013–2014)                    | Stefan Leśniewski        | 2013–2014, 2016–2019, 2021–                        |
| Oliwier Bedyński-Michta (2016–2019)          | Stefan Leśniewski        | 2013–2014, 2016–2019, 2021–                        |
| Gabriel Pakieser (2021–)                     | Stefan Leśniewski        | 2013–2014, 2016–2019, 2021–                        |
| Ewa Gawryluk                                 | Ewa Ostrowska            | 2003–                                              |
| Marek Kalita                                 | Arkadiusz Ostrowski      | 2011–                                              |
| Jakub Wesołowski                             | Igor Nowak               | 2003–                                              |
| Lena Jonik (2010–2013)                       | Julia Nowak              | 2010–                                              |
| Maja Oświecińska (2014–)                     | Julia Nowak              | 2010–                                              |
| Lucyna Malec                                 | Danuta Zimińska          | 2005–                                              |
| Grzegorz Gzyl                                | Marek Zimiński           | 2005–                                              |
| Oliwia Glanowska (2017–2018)                 | Szymon Zimiński          | 2017–                                              |
| Tadeusz Kawęcki (2018–)                      | Szymon Zimiński          | 2017–                                              |
| Anna Kerth                                   | Małgorzata Zimińska      | 2005–2008, 2009, 2010–2012, 2013, 2015–2020, 2022– |
| Jakub Świderski                              | Błażej Rybiński          | 2016–2020, 2022–                                   |
| Ksawery Płomiński (2017–2018)                | Mareczek Rybiński        | 2017–2018, 2022–                                   |
| Edward Jędruch (2022–)                       | Mareczek Rybiński        | 2017–2018, 2022–                                   |
| Marta Wierzbicka                             | Aleksandra Zimińska      | 2005–2017, 2019, 2022–                             |
| Maja Mobrouk                                 | Alan Novak Junior        | 2023–                                              |
| Jakub Wiszniewski                            | Alan Novak               | 2022–                                              |
| Renata Dancewicz                             | Weronika Roztocka        | 2003–                                              |
| Gabriela Jeżółkowska                         | Antosia Roztocka         | 2004–                                              |
| Krystian Perdjon (2011–2017)                 | Kacper Roztocki          | 2011–                                              |
| Tomasz Archacki (2017–)                      | Kacper Roztocki          | 2011–                                              |
| Katarzyna Walter                             | Agnieszka Cheblewska     | 2006–                                              |
| Tadeusz Huk                                  | Ryszard Cheblewski       | 2015–                                              |
| Martyna Dudek                                | Malwina Cheblewska       | 2016–2019, 2022–                                   |
| Bartosz Głogowski                            | Sebastian Cheblewski     | 2015–                                              |
| Dawid Czupryński                             | Bruno Krawczyk           | 2014–                                              |
| Małgorzata Peczyńska                         | Helena Kopeć             | 2005–                                              |
| Katarzyna Żak                                | Halina Dębek             | 2008–2011, 2013–                                   |
| Janusz Chabior                               | Artur Jaśkiewicz         | 2009–                                              |
| Izabela Dąbrowska                            | Teresa Bednarczuk        | 2010–                                              |
| Marcin Przybylski                            | Miro                     | 2013–                                              |
| Łukasz Wójcik                                | Tymon Życiński           | 2015–                                              |
| Dariusz Wnuk                                 | Robert Tadeusiak         | 2016–                                              |
| Piotr Cyrwus                                 | Zdzisław Muszko          | 2016–                                              |
| Tomasz Piątkowski                            | Tomasz Adamski           | 2017–                                              |
| Zbigniew Suszyński                           | Przemysław Gwiazda       | 2017–                                              |
| Mariusz Zalejski (2014–2015)                 | Rafał Cielecki           | 2014–2015, 2019–                                   |
| Jacek Kawalec (2019–)                        | Rafał Cielecki           | 2014–2015, 2019–                                   |
| Agnieszka Korzeniowska                       | Matka Elizy              | 2014–2015, 2019–                                   |
| Dariusz Niebudek                             | Andrzej Zakościelny      | 2021–                                              |
| Magdalena Kacprzak                           | Justyna Zakościelna      | 2021–                                              |
| Jakub Pruski                                 | Tadeusz Zakościelny      | 2021–                                              |
| Zuzanna Wieleba                              | Marysia Zakościelna      | 2021–                                              |
| Przemysław Sadowski                          | Lew Nalepa               | 2021–                                              |
| Karolina Michałus                            | Maja Maszecka            | 2021–                                              |
| Robert Wrzosek                               | Jerzy "Szark" Szarkowski | 2021–                                              |
| Magdalena Majtyka                            | Jagoda Janowicz          | 2021–                                              |
| Filip Czyżykowski                            | Norbert „Decybel”        | 2022–                                              |
| Michał Lupa                                  | „Wałek”                  | 2022–                                              |
| Maciej M. Tomaszewski                        | Karol Wolski             | 2022–                                              |
| Jan Jakubik                                  | Dariusz „Dex” Wolski     | 2022–                                              |
| Julia Mika                                   | Łucja „Luśka” Czech      | 2022–                                              |
| Jowita Chwałek                               | Alicja Myszkowska        | 2022–                                              |
| Sylwia Wysocka                               | Teresa Boska             | 2017, 2022–                                        |
| Piotr Jankowski                              | Adrian Baliszewski       | 2015, 2016, 2020, 2023–                            |
| Nicola Czerniecka                            | Ada Nawrocka             | 2023–                                              |
| Maja Wolska                                  | Brygida Miałczycka       | 2023–                                              |
| Marcelina Sałek (2023)                       | Oliwia Miałczycka        | 2023–                                              |
| Melisa Lesiczka (2024–)                      | Oliwia Miałczycka        | 2023–                                              |
| Marcin Chochlew                              | Filip Konarski           | 2003–2012, 2014–2015, 2016, 2019, 2020–2021, 2023– |
| Dorota Krempa                                | Aneta Siwek              | 2016–2021, 2023–                                   |
| Mariusz Zaniewski                            | Mariusz Czerski          | 2013–2015, 2023–                                   |
| Klementyna Karnkowska                        | Amelia Czerska           | 2023–                                              |
| Małgorzata Lipmann                           | Lidia Czerska            | 2013–2014, 2023–                                   |
| Adrianna Ładno                               | Hela Szczęsna            | 2023–                                              |
| Paweł Dobek                                  | Tomasz Gębowski          | 2023–                                              |
| Bartosz Gomoła                               | Antek Karłowicz          | 2023–                                              |
| Julia Lewenfisz-Górka                        | Tosia Lipiec             | 2015–2020, 2023–                                   |
| Katarzyna Ucherska                           | Dagmara Świerczek        | 2019–2020, 2021, 2023–                             |
| Antek Bartuzin                               | Kacper Świerczek         | 2021, 2023–                                        |
| Magdalena Kaczmarek                          | Łucja Agier              | 2023–                                              |
| Małgorzata Knothe                            | Dr. Agier                | 2023–                                              |
| Alicja Kalinowska                            | Kaja Kasprzyk            | 2023–                                              |
| Anna Kózka                                   | Martyna Szulc            | 2012, 2023–                                        |
| Katarzyna Dominiak                           | Matylda Joniec           | 2023–                                              |
| Katarzyna Krzyszkowska-Sut                   | Alicja Sobierajska       | 2023–                                              |
| Vitalik Havryla                              | Natan Sobierajski        | 2024–                                              |
| Ada Szczepanik                               | Alina Urbańska           | 2024–                                              |
| Przemysław Cypryański                        | Jakub Wójcicki           | 2024–                                              |
| Agnieszka Bogdan                             | Tamara Wójcicka          | 2024–                                              |
| Anna Dereszowska                             | Judyta Bradecka          | 2023, 2024–                                        |
| Piotr Fronczewski (voice)                    | Wiktor Brzozowski        | 2003                                               |
| Ewelina Ruckgaber                            | Sylwia Muszyńska         | 2003                                               |
| Roksana Krzemińska                           | Małgorzata Reiman        | 2003                                               |
| Marta Wiśniewska                             | Katarzyna Sarnecka       | 2003, 2004                                         |
| Joanna Kurowska                              | Krystyna Michalska       | 2004                                               |
| Ewa Skibińska                                | Joanna Rawska            | 2003–2004                                          |
| Wojciech Starostecki                         | Marcin Dembiński         | 2004                                               |
| Mariusz Pudzianowski                         | Przemas Zieliński        | 2004                                               |
| Julia Pietrucha                              | Alicja/Julia Furga       | 2003–2004                                          |
| Bohdan Łazuka                                | Lucjan Romani            | 2003–2004                                          |
| Agnieszka Krukówna                           | Iwona Gładczyńska        | 2003–2005                                          |
| Piotr Szwedes                                | Maciej Romani            | 2004–2005                                          |
| Anna Grycewicz                               | Beata Sobolewska         | 2004–2005                                          |
| Marcin Władyniak                             | Konrad Bartczak          | 2003–2005                                          |
| Dariusz Kordek                               | Krzysztof Burza          | 2003, 2005                                         |
| Olga Borys                                   | Jola                     | 2005                                               |
| Agata Moszumańska                            | Anna Bednarczyk          | 2004–2005                                          |
| Ewa Gorzelak                                 | Gabriela Nowak           | 2003–2005                                          |
| Krzysztof Wakuliński                         | Oskar Madejski           | 2003–2006                                          |
| Maria Pakulnis                               | Sylwia Madejska          | 2005–2006                                          |
| Agata Holc                                   | Suzy Wysocki             | 2004–2006                                          |
| Joanna Kupińska                              | Wiktoria Stahl           | 2004–2006                                          |
| Filip Bobek                                  | „Długi”                  | 2006                                               |
| Łukasz Nowicki                               | Zygmunt Kraszewski       | 2006                                               |
| Matylda Damięcka                             | Karolina Brzozowska      | 2003–2005, 2006, 2007                              |
| Hanna Bieniuszewicz                          | Mirosława Mierzejewska   | 2006–2007                                          |
| Edyta Herbuś                                 | Urszula                  | 2006–2007                                          |
| Grzegorz Wojdon                              | Wojciech Latałko         | 2006–2007                                          |
| Alan Andersz                                 | Paweł                    | 2006–2007                                          |
| Michał Lesień                                | Przemysław G. Wiśniewski | 2007                                               |
| Jakub Przebindowski                          | Karol Kopczyński         | 2006–2007                                          |
| Robert Janowski                              | Robert Malczewski        | 2003–2006, 2007                                    |
| Artur Chamski                                | Patryk                   | 2007–2008                                          |
| Paulina Klimaszewska                         | Paula                    | 2007–2008                                          |
| Nina Czerkies                                | Lena Twardochleb         | 2008                                               |
| Sara Stachowiak                              | Tamara Twardochleb       | 2008                                               |
| Andrzej Deskur                               | Piotr Mierzejewski       | 2006–2008                                          |
| Wojciech Alaborski                           | Jan Roztocki             | 2006–2008                                          |
| Sylwia Oksiuta                               | Lidia Śmigielska         | 2007–2008                                          |
| Jacek Borkowski                              | Mariusz Pęczek           | 2008                                               |
| Agnieszka Czekańska                          | Alicja Domaniewska       | 2008–2009                                          |
| Sylwia Juszczak                              | Reni Sadowska            | 2005, 2008–2009                                    |
| Krzysztof Kalczyński                         | Jeremi Konarski          | 2007–2009                                          |
| Jacek Poniedziałek                           | Tadeusz Nowicki          | 2009                                               |
| Leszek Lichota                               | Grzegorz Zięba           | 2004–2006, 2007–2008, 2009                         |
| Izabela Noszczyk                             | Adela Wyrwał             | 2008–2009                                          |
| Maciej Wierzbicki                            | Julian Szczęsny          | 2009                                               |
| Wojciech Kowman                              | Tomasz Milewski          | 2009                                               |
| Anna Karczmarczyk                            | Anna                     | 2007–2010                                          |
| Mateusz Mikołajczyk                          | Wojtek                   | 2009–2010                                          |
| Maciej Marczewski                            | Darek Kosiński           | 2009–2010                                          |
| Joanna Liszowska                             | Anita Wrzos              | 2010                                               |
| Wojciech Medyński                            | Robert Wrzos             | 2010                                               |
| Patricia Kazadi                              | Beata Dolniak            | 2009–2010                                          |
| Monika Zalewska                              | Marianna                 | 2005, 2010                                         |
| Tomasz Gęsikowski                            | Bartosz Walczak          | 2009–2010                                          |
| Katarzyna Kurylońska                         | Agata                    | 2010                                               |
| Bożena Adamek                                | Bożena Dziedzic          | 2008–2011                                          |
| Katarzyna Misiewicz                          | Marzena Dziedzic         | 2008–2011                                          |
| Małgorzata Pieczyńska                        | Iga Konarska             | 2007–2011                                          |
| Ewa Kania                                    | Dominika                 | 2007–2011                                          |
| Joanna Moro                                  | Edyta Dudek              | 2006–2008, 2009, 2011                              |
| Piotr Skarga                                 | Szalej                   | 2011                                               |
| Jacek Rozenek                                | Eryk Kuśnierz            | 2010–2011                                          |
| Monika Fronczek                              | Dorota                   | 2010–2011                                          |
| Dominika Figurska                            | Nina Lassota             | 2011                                               |
| Andrzej Blumenfeld                           | Hubert Leszczyński       | 2006–2008, 2010–2011                               |
| Marek Lewandowski                            | Mirosław Czubak          | 2010–2011                                          |
| Monika Sołubianka                            | Jolanta Czubak           | 2010–2011                                          |
| Maciej Jachowski                             | Piotr Czubak             | 2010–2011                                          |
| Paweł Deląg (2003, 2005, 2006)               | Sebastian Petrus         | 2003, 2005, 2006, 2010–2011                        |
| Robert Jarociński (2010–2011)                | Sebastian Petrus         | 2003, 2005, 2006, 2010–2011                        |
| Tomasz Dedek                                 | Gerard                   | 2011                                               |
| Paweł Ferens                                 | Jacek Dolniak            | 2009–2012                                          |
| Radosław Pazura                              | Janusz Gajewski          | 2010–2012                                          |
| Dorota Chotecka                              | Sylwia Gajewska          | 2011–2012                                          |
| Stefano Terrazzino                           | Ricardo                  | 2012                                               |
| Agnieszka Żulewska                           | Maja Kochanowska         | 2008–2009, 2012                                    |
| Marcin Troński                               | Wiktor Kiertyczak        | 2011–2012                                          |
| Małgorzata Rożniatowska                      | Jadwiga                  | 2011–2012                                          |
| Kinga Ilgner                                 | Anna                     | 2011–2012                                          |
| Paweł Marczuk                                | Aleks Krajewski          | 2009–2010, 2012                                    |
| Weronika Książkiewicz                        | Laura Pawłowska          | 2010, 2012                                         |
| Bronisław Biziuk                             | Patryk Gajewski          | 2010–2013                                          |
| Michał Gadomski                              | Bartek Krzeptowski       | 2003–2004, 2013                                    |
| Agata Piotrowska-Mastalerz                   | Tosia Gryzoń             | 2009–2013                                          |
| Katarzyna Pyszyńska                          | Emilia Gryzoń            | 2009–2013                                          |
| Aleksander Dąbrowa                           | Jaś Gryzoń               | 2010–2013                                          |
| Mikołaj Roznerski                            | Olivier                  | 2012–2013                                          |
| Karolina Nolbrzak                            | Magdalena Żebrowska      | 2009–2013                                          |
| Dobromir Dymecki                             | Kazimierz Adamiak        | 2013                                               |
| Matylda Paszczenko                           | Milena Krauss            | 2011–2013                                          |
| Joanna Trzepiecińska                         | Betty Sulinsky           | 2013                                               |
| Rafał Cieszyński                             | Paweł Woliński           | 2012–2014                                          |
| Jerzy Schejbal                               | Tadeusz Zieliński        | 2011–2014                                          |
| Agata Góral                                  | Dagmara Kamińska         | 2011–2014                                          |
| Ewa Serwa                                    | matka Magdy              | 2010–2014                                          |
| Mirosław Oczkoś                              | Staszek Kopeć            | 2006–2008, 2010, 2011–2012, 2014                   |
| Aleksandra Mikołajczyk                       | Iwona Majewska           | 2011–2012, 2014                                    |
| Teresa Sawicka (2003–2004, 2006)             | Janina Kosowska          | 2003–2004, 2006, 2014                              |
| Wanda Neumann (2014)                         | Janina Kosowska          | 2003–2004, 2006, 2014                              |
| Jan Jankowski                                | Mieczysław Burzyński     | 2010–2011, 2014–2015                               |
| Wacław Warchoł                               | Szymon                   | 2010–2012, 2014–2015                               |
| Zbigniew Stryj                               | Adam Roztocki            | 2005–2015                                          |
| Monika Obara                                 | Ada Wielgosz             | 2012–2013, 2015                                    |
| Tadeusz Falana                               | Henryk Solski            | 2015–2016                                          |
| Aleksandra Justa                             | Klara Solska             | 2015–2016                                          |
| Dagmara Bryzek                               | Paulina Nowaczyk         | 2015–2016                                          |
| Patryk Bukalski                              | Tomasz Grudniewski       | 2015–2016                                          |
| Renata Berger                                | Helena Smolna            | 2014–2016                                          |
| Katarzyna Kołeczek                           | Julia Zdrojewska         | 2015–2016                                          |
| Rafał Gerlach                                | Leszek Malewicz          | 2015–2016                                          |
| Piotr Michalski                              | Radosław Wichrowski      | 2015–2016                                          |
| Wojciech Pokora                              | Stanisław Niemirowicz    | 2016                                               |
| Mirosław Baka                                | Janusz Szymaniak         | 2016                                               |
| Kamila Salwerowicz                           | Teresa Miśkowiec         | 2016                                               |
| Krzysztof Bochenek                           | Zdzisław Babiński        | 2016                                               |
| Igor Obłoza                                  | Konrad                   | 2012–2016                                          |
| Przemysław Wyszyński                         | Indiana                  | 2012–2016                                          |
| Dorota Kuduk                                 | Dagmara                  | 2012–2016                                          |
| Julia Trembecka                              | Klaudia Bracka           | 2016                                               |
| Ilona Lewandowska                            | Gabi                     | 2015, 2017                                         |
| Sylwia Boroń                                 | Miśka Jarecka            | 2016–2017                                          |
| Jadwiga Gryn                                 | Wika Szymańska           | 2016–2017                                          |
| Andrzej Niemirski                            | Jakub Marcinek           | 2015–2017                                          |
| Anna Maria Jarosik                           | Dominika                 | 2017                                               |
| Magdalena Łoś                                | Łucja Pruska             | 2014–2017                                          |
| Daria Burakowska                             | Barbara Kornacka         | 2016–2017                                          |
| Malwina Dubowska                             | Zofia Kornacka           | 2016–2017                                          |
| Sasha Strunin                                | Natasza                  | 2018                                               |
| Ilona Wrońska                                | Kinga Brzozowska         | 2003–2018                                          |
| Hanna Stankówna                              | Ludwika Magnowska        | 2008–2015, 2018                                    |
| Wojciech Duryasz                             | Henryk Magnowski         | 2011–2015, 2018                                    |
| Adam Malecki (2005)                          | Marcin Galik vel Woźniak | 2005, 2018                                         |
| Kamil Maćkowiak (2018)                       | Marcin Galik vel Woźniak | 2005, 2018                                         |
| Laura Breszka                                | Natalia Popławska        | 2017–2018                                          |
| Laura Breszka                                | Lena Williams            | 2018–2019                                          |
| Wiktoria Wolańska                            | Ada Poznańska            | 2018–2019                                          |
| Karolina Nowakowska                          | Kalina Jędrzejczyk       | 2016–2017, 2019                                    |
| Michał Więckowski                            | Rafał Jędrzejczyk        | 2016–2017, 2019                                    |
| Karol Pocheć                                 | Sylwek Jędrzejczyk       | 2016–2017, 2019                                    |
| Michał Jurkowski                             | Joachim Trzciński        | 2017–2019                                          |
| Ostap Stupka                                 | Antoni Siemieniuk        | 2017–2019                                          |
| Jowita Budnik                                | Alicja Siemieniuk        | 2018–2019                                          |
| Tomasz Schimscheiner                         | Andrzej Brzozowski       | 2003–2014, 2015, 2016, 2017, 2019                  |
| Maciej Brzoska                               | Olaf Kubicki             | 2014–2019                                          |
| Michał Malinowski                            | Norbert Owczarek         | 2014–2019                                          |
| Aleksandra Radwan                            | Agata Kochańska          | 2017–2020                                          |
| Agnieszka Michalska                          | Agata                    | 2012                                               |
| Agnieszka Michalska                          | Wiktoria Kleczewska      | 2019–2020                                          |
| Olha Bosova                                  | Tatiana Uszak            | 2019–2020                                          |
| Michalina Robakiewicz                        | Sandra Gawriłow          | 2015–2020                                          |
| Mariusz Ochociński                           | Michaił Gawriłow         | 2015–2020                                          |
| Łukasz Matecki                               | Piotr Kornacki           | 2015–2017, 2019–2020                               |
| Ewa Audykowska                               | Alicja Kornacka          | 2015–2017, 2020                                    |
| Piotr Nowak                                  | Marcin Bialski           | 2014–2020                                          |
| Gabriela Frycz                               | Olga Tadeusiak           | 2016–2018, 2020–2021                               |
| Miłosz Kwiecień                              | Staś Tadeusiak           | 2016–2018, 2020–2021                               |
| Jan Pęczek                                   | Henryk Kopeć             | 2006–2008, 2011–2012, 2014–2015, 2017, 2019, 2021  |
| Rita Raider                                  | Jagoda Myszkowiak        | 2020–2021                                          |
| Maria Semotiuk                               | Sara Jaśkiewicz          | 2010–2012, 2021                                    |
| Krzysztof Franieczek                         | Edward Krenz             | 2020–2021                                          |
| Monika Pikuła                                | Lidia Warecka            | 2021                                               |
| Sandra Staniszewska                          | Klaudia Sobieraj         | 2021                                               |
| Lech Mackiewicz                              | Rafał Sobczak            | 2008–2016, 2017, 2018, 2021                        |
| Karolina Bacia                               | Anastazja Trzcińska      | 2017–2021                                          |
| Kamil Błoch                                  | Paweł Świerczek          | 2019–2020, 2021                                    |
| Karolina Oldyńska                            | Monika Brzeska           | 2019–2021                                          |
| Grzegorz Wons (2010–2011)                    | Henryk Cieślik           | 2010–2011, 2015, 2021                              |
| Jan Piechociński (2015, 2021)                | Henryk Cieślik           | 2010–2011, 2015, 2021                              |
| Katarzyna Galica                             | Agata Sadowska           | 2004–2005                                          |
| Katarzyna Galica                             | Ita                      | 2021                                               |
| Mateusz Gąsiewski                            | Dominik Kamiński         | 2011–2018, 2020, 2021                              |
| Wojciech Majchrzak                           | Leszek Nowak             | 2003–2006, 2009–2010, 2016–2017, 2018, 2019, 2021  |
| Mateusz Burdach                              | Kostek                   | 2021                                               |
| Maciej Kujawski                              | Stefan Dębek             | 2008–2011, 2013–2021                               |
| Wojciech Wysocki                             | Jerzy Dudek              | 2007–2016, 2017–2021                               |
| Karolina Brzosko (2009–2013)                 | Klementyna Dudek         | 2009–2021                                          |
| Julia Kostov (2013–2021)                     | Klementyna Dudek         | 2009–2021                                          |
| Marcin Rogacewicz                            | Adam Namysłowski         | 2020–2022                                          |
| Halina Rasiakówna                            | Róża Paprocka            | 2003–2009, 2011, 2022                              |
| Robert Tondera                               | Marcin Bielik            | 2003                                               |
| Robert Tondera                               | Mateusz Osuchowski       | 2022                                               |
| Marta Walesiak                               | Paulina Nalepa           | 2022                                               |
| Ołeh Sawkin                                  | Borys Orłow              | 2008–2012, 2022                                    |
| Magdalena Nieć                               | Oksana Krajewska         | 2009–2010, 2012, 2022                              |
| Kamil Krawczykowski (2004–2005)              | Tomasz Nowak             | 2004–2005, 2016–2022                               |
| Krzysztof Chodorowski (2016–2022)            | Tomasz Nowak             | 2004–2005, 2016–2022                               |
| Adrian Załęgowski                            | Sylwek Mazurek           | 2021–2022                                          |
| Bartłomiej Kraszewski                        | Jan Warecki              | 2021–2022                                          |
| Karolina Matej                               | Bella Trojanowska        | 2021–2022                                          |
| Maria Niklińska                              | Nicole Sulinsky          | 2011–2019, 2021, 2022                              |
| Elżbieta Gaertner                            | Irena Kłosowska          | 2005, 2006, 2008, 2011–2012, 2018, 2022–2023       |
| Katarzyna Wajda                              | Anna Kolenda             | 2017–2023                                          |
| Paulina Chapko                               | Elżbieta Marcinek        | 2015–2023                                          |
| Hoai Nam Trinh                               | Pan Van                  | 2016–2018, 2021, 2023                              |
| Magdalena Alexander                          | Natalia Smolna           | 2014–2015, 2018–2019, 2023                         |
| Magdalena Celmer                             | Natalia Górska           | 2021–2023                                          |
| Pola Kowalska (2021–2022)                    | Zuzia Górska             | 2021–2023                                          |
| Weronika Kurek (2023)                        | Zuzia Górska             | 2021–2023                                          |
| Dariusz Karpiński                            | Tomasz Myszkowski        | 2022–2023                                          |
| Julia Kamińska                               | Roma Lenarska            | 2017–2019, 2023                                    |
| Bogusława Pawelec                            | Bożena Wielgosz          | 2012–2013, 2015, 2023–2024                         |
| Olgierd Jaworski                             | Jarogniew Bratny         | 2019, 2021–2022, 2023–2024                         |
| Wojciech Skibiński                           | Edward Leśniewski        | 2009, 2024                                         |
| Małgorzata Socha                             | Zuzanna Hoffer           | 2006–2022, 2024                                    |
| Piotr Czarnecki                              | Jan Kłódkowski           | 2022–2023, 2024                                    |
| Alicja Warchocka                             | Mela Chojnacka           | 2021–2023, 2024                                    |